# Le Livre d'Ebenezer Le Page
 (mai 2022).
La mise en forme du texte ne suit pas les recommandations de Wikipédia : il faut le « wikifier ».
Les points d'amélioration suivants sont les cas les plus fréquents. Le détail des points à revoir est peut-être précisé sur la page de discussion.
- Les titres sont pré-formatés par le logiciel. Ils ne sont ni en capitales, ni en gras.
- Le texte ne doit pas être écrit en capitales (les noms de famille non plus), ni en gras, ni en italique, ni en « petit »…
- Le gras n'est utilisé que pour surligner le titre de l'article dans l'introduction, une seule fois.
- L'italique est rarement utilisé : mots en langue étrangère, titres d'œuvres, noms de bateaux, etc.
- Les citations ne sont pas en italique mais en corps de texte normal. Elles sont entourées par des guillemets français : « et ».
- Les listes à puces sont à éviter, des paragraphes rédigés étant largement préférés. Les tableaux sont à réserver à la présentation de données structurées (résultats, etc.).
- Les appels de note de bas de page (petits chiffres en exposant, introduits par l'outil «  Source ») sont à placer entre la fin de phrase et le point final[comme ça].
- Les liens internes (vers d'autres articles de Wikipédia) sont à choisir avec parcimonie. Créez des liens vers des articles approfondissant le sujet. Les termes génériques sans rapport avec le sujet sont à éviter, ainsi que les répétitions de liens vers un même terme.
- Les liens externes sont à placer uniquement dans une section « Liens externes », à la fin de l'article. Ces liens sont à choisir avec parcimonie suivant les règles définies. Si un lien sert de source à l'article, son insertion dans le texte est à faire par les notes de bas de page.
- La présentation des références doit suivre les conventions bibliographiques. Il est recommandé d'utiliser les modèles {{Ouvrage}}, {{Chapitre}}, {{Article}}, {{Lien web}} et/ou {{Bibliographie}}. Le mode d'édition visuel peut mettre en forme automatiquement les références.
- Insérer une infobox (cadre d'informations à droite) n'est pas obligatoire pour parachever la mise en page.

Pour une aide détaillée, merci de consulter Aide:Wikification.
Si vous pensez que ces points ont été résolus, vous pouvez retirer ce bandeau et améliorer la mise en forme d'un autre article.
Le Livre d'Ebenezer Le Page est un roman de Gerald Basil Edwards publié une première fois au Royaume-Uni par Hamish Hamilton en 1981, puis aux États-Unis par Alfred A. Knopf la même année. Penguin Books et New York Review Books l'ont depuis publié une nouvelle fois dans leur série classique. L'oeuvre a également été traduite en français et en italien.
Il s'agit de l' autobiographie romancée d'un homme de Guernesey, Ebenezer Le Page, qui est le témoin des changements dramatiques survenus sur l'île, de la fin du XIXe siècle aux années 1960.

## Résumé
Ebenezer est né à la fin du XIXe siècle et meurt au début des années 1960. Il a vécu toute sa vie dans le Vale, et n'a connu que quelques aventures avec des filles du coin et une relation tumultueuse avec Liza Quéripel de Pleinmont, sans jamais se marier. Il n'a quitté l'île qu'une seule fois, pour se rendre à Jersey à l'occasion de la coupe Muratti. Il a travaillé la majeure partie de sa vie à cultiver des tomates, des pommes de terre ainsi qu'à pêcher, bien qu'il ait également servi dans le régiment nord de la milice royale de Guernesey et qu'il ait occasionnellement travaillé pour les États de Guernesey alors qu'il était plus âgé. Pour lui, Guernesey est un microcosme du monde, comme Dublin l'est pour James Joyce et le Wessex pour Hardy. Après une vie semée d'embûches et pleine d'épisodes émouvants, Ebenezer peut mourir en paix, léguer son pot d'or et son autobiographie ("Le Livre d'Ebenezer Le Page") au jeune artiste avec qui il se lie d'amitié, après un incident au cours duquel ce dernier détruit sa serre.

## Personnages

- Ebenezer Le Page, cultivateur de tomates et pêcheur
- Alfred Le Page, carrier, père d'Ebenezer, tué pendant la guerre des Boers
- Charlotte Le Page, mère d'Ebenezer, désignée tout au long du livre comme "ma mère"
- Tabitha Le Page ('La Tabby'), soeur d'Ebenezer
- Jean Baptiste, mari de Tabitha, tué pendant la Première Guerre mondiale
- Jim Mahy, ami d'enfance d'Ebenezer, tué pendant la Première Guerre mondiale
- Liza Quéripel, amour de la vie d'Ebenezer
- William Le Page ("Oncle Willie"), frère d'Alfred
- Nathaniel Le Page ('Oncle Nat'), frère de la mère d'Ebenezer
- Charlotte Le Page, grand-mère maternelle d'Ebenezer
- Henriette Le Page ('La Hetty'), sœur de la mère d'Ebenezer
- Priscille Le Page ('La Prissy'), sœur de la mère d'Ebenezer
- Harold Martel, maçon, a épousé Hetty
- Percy Martel, frère d'Harold, maçon, a épousé Prissy
- Raymond Martel, fils de Hetty et Harold
- Horace Martel, fils aîné de Percy et Prissy
- Cyril Martel, fils cadet de Percy et Prissy, décédé à l'âge de 5 ans
- Christine Mahy, épouse de Raymond (également cousine de Jim)
- Abel Martel, fils de Raymond et Christine
- Gideon Martel, fils de Christine, à la suite d'une liaison avec Horace
- Neville Falla, jeune motard et artiste qui se lie d'amitié avec Ebenezer dans sa vieillesse
- Cousin Mary Ann, cousine au troisième degré d'Ebenezer (des deux côtés)

### Personnes réelles mentionnées dans le livre
- Adolphus Edward Alfred Carrington (1876 ~ 1961), intendant de John Leale (Leale Ltd.) sur le Pont.
- Ambrose Sherwill (1890 ~ 1968), président du Comité de Contrôle pendant l'occupation des îles Anglo-Normandes et plus tard Bailli de Guernesey
- Dr. John ("Jack") Leale (1892 ~ 1969), Jurat, président du Comité de Contrôle (octobre 1940 ~ août 1945) pendant l'occupation des îles anglo-normandes, fait chevalier en 1945
- Arthur Dorey (1867 ~ 1953), arboriculteur, de Rockmount (Delancey); Le patron d'Ebenezer qui fait de lui un contremaître dans ses vignobles à mi-chemin (Belgrave, Marais, Springfield, Primrose). Arthur possède également la ferme de Oatlands avec son propre grand vignoble. Arthur était Jurat et président du Conseil d'Administration.
- Edward Arthur Dorey (1896 ~ 1982), mentionné comme fils du précédent, parti en guerre en 1914, mais sans nom dans le livre. Producteur de fruits; plus tard propriétaire d'Arthur Dorey & Son, et Douzenier de St. Sampson.
- Philémon Fleure Dorey (1859 ~ 1941), «M. Dorey d'Oatlands»; arboriculteur; frère d'Arthur Dorey (ci-dessus), à qui il louait la ferme de Oatlands  pendant l'enfance d'Ebenezer.
- Clarrie Bellot, cordonnier
- Steve Picquet, ermite qui vivait dans un bunker allemand à Pleinmont
- Frederick William Johns (1871 ~ 1957), «Fred Johns de l'avenue Vale», administrateur de la chapelle Saint-Sampson.
- Douglas Blackburn, 'du haut de Sinclair', de 'Malvern', St Clair Hill, St. Sampson, fils du producteur de fruits Henry J. Blackburn.
- Dr Josiah Leale (1842 ~ vers 1921), LRCP Édimbourg, MRCS Londres, St. Sampson's Parochial Medical Officer, of Vale House, Vale. Chirurgien-Lieutenant-Colonel, 2e Régt RGLI ; a démissionné de son grade médical lors de sa nomination au poste de lieutenant-colonel commandant en 1896. Dans le roman, le Dr Leale fait le diagnostic de l'appendicite de Leale.

## Thèmes majeurs
1. La vie dans une communauté proche et, à bien des égards, fermée.
2. Les relations familiales : querelles et réconciliations.
3. Amitié intime mais non sexuelle entre hommes.
4. L'histoire d'amour tumultueuse de toute une vie, qui comprend de longues périodes de non-communication, avec Liza Quéripel. Ils sont attirés l'un par l'autre mais semblent convenir que dormir ensemble rendrait les choses ordinaires. Cela prouve que de nombreuses relations amoureuses durent car elles ne sont jamais consommées.

## La vie
Edward Chaney, étudiant londonien en art, rencontre Edwards alors que celui-ci est un homme âgé vivant reclus près de Weymouth dans le Dorset. Edwards avait eu une vie difficile. Il a quitté Guernesey pour étudier à l'Université de Bristol. Après avoir déménagé à Londres, il a rencontré un groupe d'écrivains, dont ses amis John Middleton Murry, JS Collis et Stephen Potter. Certains ont pu voir en lui le prochain DH Lawrence, et il a été chargé par Jonathan Cape d'écrire la biographie de ce dernier, avant sa mort.
Au lieu de cela, il n'a pu publier que quelques articles pour le magazine Adelphi de Murry. Il s'est marié, a eu des enfants, a divorcé (laissant l'éducation de ses enfants à Elmhirst à Dartington Hall) puis a occupé une série d'emplois, parmi lesquels enseignant à Toynbee Hall, en tant que professeur de théâtre itinérant, petit fonctionnaire à Londres. Il s'est finalement retiré dans le Devon, au sud-ouest de l'Angleterre. Son père, propriétaire de carrière, l'avait en fait déshérité de la maison familiale en se remariant.
Il rencontre Chaney alors qu'il s'essaie une dernière fois à l'écriture d'un roman. Chaney encourage Edwards à terminer son livre, qu'Edwards lui dédiera, ainsi qu'à sa femme, en lui cédant ses droits d'auteur. Le manuscrit est rejeté par de nombreux éditeurs mais, finalement, Christopher Sinclair-Stevenson, de chez Hamish Hamilton, l'accepte avec enthousiasme.
On peut établir un parallèle entre cette histoire et le roman, dans lequel Ebenezer lègue son autobiographie ( Le Livre d'Ebenezer Le Page ) à son jeune ami, l'artiste Neville Falla, motocycliste rebelle au cœur d'or.

## Signification littéraire et critique
Depuis sa publication en 1981, il a été acclamé par la critique et a gagné l'admiration des habitants de Guernesey, qui reconnaissent à l'oeuvre un grand réalisme dans la présentation des habitants de l'île et leur caractère.
La préface du livre a été rédigée par John Fowles. William Golding, ainsi que d'autres auteurs, ont également fait part de leur admiration pour Edwards, et Harold Bloom l'a inclus dans son anthologie de la littérature occidentale : The Western Canon. Stephen Orgel le considère également comme "un des plus grands romans du XXe siècle".
Bien que Penguin n'ait pas souhaité publier le roman une nouvelle fois, celui-ci a été réimprimé par New York Review Books Classics en 2007. Entre-temps, il été traduit en français et en italien.

## Adaptations cinématographiques, télévisuelles ou théâtrales
Le livre est adapté pour une série BBC Radio 4, ainsi qu'au théâtre, avec la pièce d'Anthony Wilkinson The Islander, jouée au Theatre Royal de Lincoln, en 2002. Dans ces deux adaptations, c'est l'acteur guernesiais Roy Dotrice qui interprète le rôle d'Ebenezer. Il prête également sa voix et son accent de vieil homme du pays à la lecture du livre audio.
Le roman devait être adapté au cinéma, sous la forme d'un long métrage, mais le projet n'a pas abouti.

## Détails de la publication
Le livre a été publié au Royaume-Uni par Hamish Hamilton en 1981, puis aux États-Unis par Penguin et Knopf en Amérique. L'auteur avait essuyé de nombreux refus de son vivant, mais les tentatives pour le faire publier furent poursuivies après sa mort en 1976 par Edward Chaney, le jeune ami de l'auteur.
Christopher Sinclair Stevenson a demandé à John Fowles d'écrire une introduction au livre, laquelle a sans aucun doute contribué à attirer l'attention du public. D'abord destiné à former la première partie d'une trilogie, le livre devait avoir pour titre Sarnia Chérie: Le livre d'Ebenezer Le Page. Sarnia Chérie fait référence à l'hymne de Guernesey, et le nom de Sarnia a été retenu pour la première traduction française. Les deux autres livres de la trilogie auraient dû avoir pour titre Le Boud'lo : le Livre de Philippe Le Moigne et La Gran'-mère du Chimquière : le Livre de Jean le Féniant . Il ne reste qu'un court fragment du deuxième livre, dont Edwards a souhaité détruire l'ébauche.
La biographie qu'Edward Chaney fait de Gerald Basil Edwards, Genius Friend, offre plus de détails sur la vie de l'auteur ainsi que sur la façon dont les deux hommes sont parvenus à faire publier Le livre d'Ebenezer Le Page.
L'ouvrage a été traduit en français et en italien. La traduction française de Jeanine Hérisson, est publiée en 1982 aux éditions du Seuil, sous le titre Sarnia. Une nouvelle édition de ce texte, revu et corrigé, sera publié par Monsieur Toussaint Louverture au mois d'août 2022. La traduction de la version italienne, Il Libro di Ebenezer Le Page a été publiée par Elliot Edizioni en 2007.

## Critiques
- Un chef-d'œuvre… L’un des plus grands romans de notre époque… je n’ai jamais lu dans la littérature moderne meilleure description du bonheur que celle qui conclut ce roman. – Guy Davenport, The New York Times Book Review.
- Une sorte de miracle tient à l'étrange fraîcheur de l'écriture, sinon à la merveilleuse naïveté de l'écrivain. G.B. Edwards ne songe pas à écrire, il a pour seul impératif de parler. – Hubert Juin, Le Monde.
- Un subtil, complexe et magique composé d'espace, de temps, de souffrances et de joies humaines. Maurice Nadeau, dans la préface de la première édition française.
- Le roman de G. B. Edwards est l’histoire d’un vieil homme volubile, un habitant de Guernesey qui a vécu l’occupation nazie. Ses souvenirs sont rythmés par le parler guernesiais, et mêlent le passé et le présent en des boucles qui nous font plonger dans les secrets et les sagas de son île. – Seattle Times
- "G.B. Edwards's miraculous novel...There is a rare wholeness about The Book of Ebenezer Le Page. You get the entire man, in a way that isn't usually within the gift of literature to procure... I have read few books of such wide and delightful appeal.... [it] is vast fun and vast life, a Kulturgeschichte... It is ‘the book of’ in the prosaic sense that Edwards's character speaks it (or writes it in his three big notebooks bought for 18/6 at ‘the Press Office in Smith Street’ in St Peter Port); but also ‘of’ in the sense of ‘made into’. It is Ebenezer made into a book. (Bohumil Hrabal's Too Loud a Solitude comes to mind, with its paper-baler who is finally baled up himself.) William Golding put it admirably when he said: ‘To read it is not like reading but living.’ It is like reading with no clothes on." (Michael Hofmann, London Review of Books, 24 January 2008, p. 23).
- Pittoresque. Fascinant. Unique. Étrange. Le livre d’Ebenezer Le Page est l’éloge de la vie. – The Los Angeles Times (Valerie Miner)
- Ça se lit comme on écoute la Neuvième de Beethoven. Croûté de sel de mer, des brassées de fleurs sauvages s’échappant de ses failles et le livre d’Edward gronde encore tel un énorme coquillage, un peu tranchant, que l’on porte à son oreille. Allan Gurganus, 'One Great Book Per Life', The Atlantic (March 2005).
- Imaginez passer un weekend à discuter de choses profondes avec un vieil homme superbe, un raconteur bourru, intelligent, passionné et individualiste, au sommet de son art. Vous aurez une très bonne idée de l’effet que peut faire Le livre d’Ebenezer Le Page. C’est à la fois amusant et touchant… On ressent l’autorité de la voix d’Ebenezer sur toute chose, sa création est une formidable réussite. The Washington Post (Doug Lang)
- Une rare trouvaille. Un texte unique – un premier roman qui résiste à toute catégorisation – et qui déborde d’une impression de vie. Ses forces: une histoire riche d'humanité et une langue merveilleusement séduisante. Pour les amoureux du style, il est réjouissant d’entendre une voix nouvelle raconter l’histoire bien connue des passions, de la générosité et de l’envie qui nous travaillent tous. —Chicago Tribune (Lynne Sharon Schwartz)
- Le roman de G.B. Edwards, mort dans l’anonymat en 1976, a pour modèle la vie quotidienne – thés à n’en plus finir, querelles amoureuses, amitiés et les signes du changement sur cette île qui adopte le progrès avec réticence. Le tout est enchanteur. – The Washington Post (New In Paperback)
- Une prouesse remarquable! La voix du livre ainsi que ses méthodes sont d’une telle singularité qu’il est impossible de le placer dans les champs littéraires traditionnels. —John Fowles
- Une chronique séduisante de la vie sur l’île anglo-normande de Guernesey… En 1981, la première fois que j’ai lu ce roman, le récit de cet homme au franc-parler trompeur qui observe le passage des années, j’ai été frappé par l'habileté de son écriture. Après l’avoir lu de nouveau récemment, mon admiration pour Ebenezer et pour Edwards n’a fait que s’approfondir. – Ivan Doig, Christian Science Monitor.
- Le Livre d’Ebenezer Le Page est un livre inépuisable que je ne me lasserai jamais d’offrir. Il est littéralement unique en son genre, c’est une œuvre sans précédent, mécène, ou ascendance. Une véritable épopée, aussi aguichante qu’amusante, et qui semble tremper dans la belle violence des marées de l’île de Guernesey… Par sa quiétude, son indépendance et son homérisme, Edwards est le saint patron de toutes celles et ceux qui approchent de la retraite, les écrivains latents qui espèrent quitter leur île et rejoindre le grand continent de la littérature. —Allan Gurganus, O Magazine
- Le livre d’Ebenezer Le Page est à la fois une curiosité et une merveille de la littérature, ponctué des accents français du beau patois de Guernesey, une des îles de la Manche… Chaque personne et chaque chose suscite l’enthousiasme d’Edwards, dont le délicieux roman traite de l’attente, comme de l’amour.—Archipelago
- Voici un insulaire : un homme des îles, solitaire, célibataire, aliéné, qui décrit la lente corruption du monde moderne. Carrières de granit, tomates et pommes de terre ; mais viennent ensuite les touristes, les entreprises internationales, les fraudeurs fiscaux, l'occupation allemande, etc. – The New York Review of Books.
- S’il fallait n’en choisir qu’un, nous dirions que notre roman préféré est Le livre d’Ebenezer Le Page, de G.B. Edwards, les souvenirs d’un vieux grincheux de Guernesey. À la sortie du livre en 1981, Guy Davenport écrit dans The New York Times: “Un chef-d'œuvre… L’un des plus grands romans de notre époque… je n’ai jamais lu dans la littérature moderne meilleure description du bonheur que celle qui conclut ce roman.” Difficile d’imaginer une meilleure façon de passer son weekend qu’en compagnie d’Ebenezer Le Page. Manhattan User’s Guide
- "This extraordinary book" full of "wonderful writing": "To read it is not like reading but living", William Golding. Re Ebenezer himself, Golding wrote: "Nor are simple adjectives adequate... there is epic stature in his individualism". The following December (1981) Golding chose it as his "Book of the Year" in The Sunday Times.
- "The achievement is so intense and universal that the reader is rendered speechless... G.B. Edwards has succeeded in writing a great novel"; Isobel Murray in The Financial Times.
- "A startingly original book", The Times.
- "strong compelling voice, both wily and innocent... it holds the reader in an Ancient Mariner grip throughout this brilliant, unusual, and, very sadly posthumous novel"; Nina Bawden in The Daily Telegraph.
- "G. B. Edwards, The Book of Ebenezer Le Page. I'd never heard of it. A friend gave it to me. It was written by an 80 year old recluse on the island of Guernsey, which is where it's set, and it seems to me one of the greatest novels of the 20th century. Really." – Professor Stephen Orgel, Stanford University Department of English: Summer Reading: Top Picks 2004
- "There may have been stranger recent literary events than the book you are about to read, but I rather doubt it", John Fowles in his 1981 Introduction; reprinted in Wormholes (1998).
- "a breathtaking novel": Newsweek.
- "I actually went on holiday to Jersey twenty years ago and the cottage I was staying in had a copy of Ebenezer Le Page that I read while I was there. And it was absorbing, and one of my most emotional reading experiences. So when I was imagining Guernsey – the family, the way they lived and their relationships with the people around them I was sort of inspired by the way he talks about the island." Lisa Jewell (http://www.visitguernsey.com/article/102070/Author-Lisa-Jewell-writing-Before-I-Met-You-and-Guernsey)What books do you find yourself returning to again and again?
- "Iris Murdoch’s “A Word Child”; Vladimir Nabokov's “Pnin”; Evan Connell's “Mrs. Bridge” and “Mr. Bridge”; G. B. Edwards's “The Book of Ebenezer Le Page.” . . . Well, I could go on and on." Anne Tyler, on books she returns to again and again; New York Times, 5 February 2015.

## Traductions françaises
- Gerald Basil Edwards, Sarnia, trad. fr. Janine Hérisson, Maurice Nadeau / Papyrus, 1983  (ISBN 978-2865410279) ; rééd. poche Le Seuil, 1985  (ISBN 978-2020088138) ; rééd. Monsieur Toussaint Louverture, Le livre d'Ebenezer Le Page, 608 p., 2022  (ISBN 978-2381960340)